# Ophirita
La ophirita és un mineral de la classe dels òxids. Rep el nom d'Ophir, la seva localitat tipus, situada al comtat d'Utah, als Estats Units.

## Característiques
La ophirita és un òxid de fórmula química Ca₂Mg₄[Zn₂Mn3+
2(H₂O)₂(Fe3+W9O34)₂]·46H₂O. Va ser aprovada com a espècie vàlida per l'Associació Mineralògica Internacional l'any 2013. Cristal·litza en el sistema triclínic. La seva duresa a l'escala de Mohs és 2. L'ophirita és el primer mineral conegut que conté un defecte lacunari derivat de l'anió Keggin, un heteropolianió ben conegut en fases sintètiques.

## Formació i jaciments
Va ser descoberta a la mina Ophir Hill Consolidated, a la localitat d'Ophir, al comtat de Tooele (Utah, Estats Units). Es tracta de l'únic indret on ha estat descrita aquesta espècie mineral.